# 若昂·多明戈斯·邦滕波
若昂·多明戈斯·邦滕波（葡萄牙語：João Domingos Bomtempo，1775年12月28日—1842年8月18日），葡萄牙作曲家，钢琴家。曾在法国，英国长期以钢琴家身份活动，1822年回国并创建里斯本音乐学院，在葡萄牙音乐史上有重大贡献。他创作了葡萄牙最早的交响曲和大量钢琴作品，音乐风格一定程度上受到贝多芬的影响。

## 外部連結
- 若昂·多明戈斯·邦滕波的免费乐谱，由国际乐谱典藏计划提供